# Digitalian is eating breakfast 2
『Digitalian is eating breakfast 2』（デジタリアン・イズ・イーティング・ブレックファスト・ツー）は、2011年5月4日に発売された小室哲哉のスタジオ・アルバム。発売元はavex trax。

## 概要
- エイベックスへの移籍後初となるソロ作品。小室は本作を『Digitalian is eating breakfast』以降の2枚目のソロアルバムと位置付けており、このアルバムで自分なりに今後のJ-POPの立ち位置を提示したと雑誌のインタビューで語っている。
- 6月1日には本作のInstrumental版 iTunes Storeでの配信限定で発売された。
- なお、本作は当初2011年3月23日に発売が予定されていたが、同年3月11日に起きた東北地方太平洋沖地震の影響による配送の混乱を避けるため5月4日に急遽発売延期された。そのためCDケースに印字されている発売日は3月23日となっている。
- 今回はYAMAHAの機材はほとんど使われておらず、ドイツ製やスウェーデン製のシンセが中心となっている。
- 5月16日付オリコンで、9位にランクイン。小室本人名義の作品がトップ10入りするのは、92年11月2日付でセルフカバーアルバム「Hit Factory」（同年10月発売）がランクインして以来、18年半ぶり6作目。ちなみに、iTunes Storeの総合チャートでは最高2位を記録した。
- 2012年3月21日には本作の楽曲を中心としたリミックスアルバム『Digitalian is remixing』が発売された。

## 収録曲
| 全作曲・編曲: 小室哲哉。 |                                                                            |                        |            |      |
| #                        | タイトル                                                                   | 作詞                   | 作曲・編曲 | 時間 |
| 1.                       | 「Vienna feat. Miu Sakamoto & KREVA」                                      | 小室哲哉・KREVA        | 小室哲哉   | 6:00 |
| 2.                       | 「Go Crazy feat. Krayzie Bone & K-C-O」                                    | 小室哲哉・Krayzie Bone | 小室哲哉   | 4:09 |
| 3.                       | 「奇跡 feat. Zeebra」                                                      | 小室哲哉・Zeebra       | 小室哲哉   | 4:50 |
| 4.                       | 「ほほえみのちから」                                                       | 小室哲哉               | 小室哲哉   | 6:01 |
| 5.                       | 「Every feat. Mitsuhiro Hidaka(AAA)a.k.a.SKY-HI & K-C-O」                  | 小室哲哉・日高光啓     | 小室哲哉   | 4:41 |
| 6.                       | 「Years Later feat. VERBAL(m-flo)」                                        | VERBAL                 | 小室哲哉   | 6:39 |
| 7.                       | 「Free My Mind feat. Mitsuhiro Hidaka(AAA) a.k.a. SKY-HI」                 | Nick Wood・日高光啓    | 小室哲哉   | 5:54 |
| 8.                       | 「L.W.R feat. Misako Uno, Naoya Urata(AAA) & Wataru Yoshida(Purple Days)」 | 小室哲哉               | 小室哲哉   | 4:30 |
| 9.                       | 「Reality feat. Nipsey Hussle 」                                           | Nipsey Hussle          | 小室哲哉   | 4:17 |
| 10.                      | 「Extreme」                                                                | -                      | 小室哲哉   | 4:36 |
| 11.                      | 「Carry On」                                                               | 小室みつ子             | 小室哲哉   | 6:30 |
| 12.                      | 「Ayrton feat. Naoya Urata(AAA)」                                          | 小室哲哉               | 小室哲哉   | 5:39 |
| 13.                      | 「THX A LOT (Album Version) / a-nation's party」                           | 小室みつ子             | 小室哲哉   | 5:25 |
| 合計時間:                | 合計時間:                                                                  | 合計時間:              | 69:11      |      |

## 楽曲解説
1. Vienna feat. Miu Sakamoto & KREVA
  - タイトルのViennaとはオーストリアの首都ウィーンのこと。
  - KREVAとはライブ「意味深3」に小室がサポートキーボーディストとして参加したのが、今回のコラボのきっかけになった。
  - 小室はKREVAに「『Digitalian is eating breakfast』をリアルタイムで聴いていた」と言われた。本作のタイトルが『Digitalian is eating breakfast2』になったのはそのためである。
  - ラップの後ろで鳴っているシンセはVirus Indigo 2 Readback。
  - コーラスを担当した坂本美雨は７歳の頃から小室のファンで、小室の音楽に強く影響を受けている。今回のアルバムと同時に、坂本のアルバム『HATSUKOI』にも小室が楽曲提供している。本作の参加オファーは小室がTwitterのDMで直接行なった。
  - 曲頭の坂本のコーラスは小室がデモの段階でパッド系の音色で弾いていた部分を歌いなおしたものである。
2. Go Crazy feat. Krayzie Bone & K-C-O
  - 既に「TKCOM」として発表されていたが、アレンジが変わっている。
  - 本作の中では最も古い曲。Krayzie Boneのラップは2007年にLAでレコーディングされている。
  - アルバムのコンセプトが立ち上がった時に、feat.のアーティストたちに参加をオファー際のサンプルとしてこの曲が使われた。
  - 小室がLAのホテルの部屋にローランドXP-80を持ち込んで打ち込んだトラックが元になっている。そのシーケンスデータから音を差し替えてあるが、エレクトリック・ピアノやピアノはXP-80の音をそのまま使っている。
  - TKCOMで公開されていたアレンジとは違い、キックが四つ打ちになっている。
  - ベースはVirus Indigo 2 Readback、ストリングスはKarmaにクリプトンのオーディオオブロLA Scoring Stringsを混ぜている。
  - KEIKOが飲み友達とカラオケに行き、声がガラガラになってしまった状態で、小室が即興でコーラス部分の歌詞を作り、急遽その声でレコーディングをしたというエピソードがある（YouTubeで公開されているKEIKOのラジオで本人が語った）。
3. 奇跡 feat. Zeebra
  - イントロのエレピはV-Synth GTで、エフェクトもV-Synth GTでエディットしている。
  - ベースはVirus KC Keyboardで、シーケンス・パターンは、小室の手弾きを元に作られている。ストリングスはローランドFantom-G6のみで、4音色ほど混ぜている。
  - 小室は「日本代表で、世界で戦えるラッパーって誰だろう？って考えたら、真っ先にZeebraが思い浮かんだ。」と語っている。
  - Zeebraは次回作の『DEBF3』にも参加している。
4. ほほえみのちから
  - 初回限定版にのみ収録（iTunes Storeでは他の曲と同じようにダウンロード可能）。
  - 東京ドームで行われたほほえみプロジェクトのバージョンを、アルバムに合わせてアレンジも歌詞も作り直し、小室本人がボーカルをつとめている。
  - 音源は全てFantom-G6。曲のイメージに合わせて温かい音にするために、生楽器でのレコーディングがされている。
5. Every feat. Mitsuhiro Hidaka(AAA)a.k.a.SKY-HI & K-C-O
  - 2008年のKeyboard magazine主催のApple Storeのイベントで作られた曲。そこからアレンジを変えている。
  - ラップを担当した日高へのオファーはTwitterのDMで行われた。
  - 小室は日高に対して「ビートに対して、どの部分にどんなフローで対応するかは任せる」と言って、特にリクエストはしなかった。そのため日高は「できる限りのアプローチのタイプのラップを作り上げていって、録音しながらシンセの聴かせどころはラップを削っていく、という形にした」と語った。
  - ピアノはFantom-G6、イントロのメロはVirus TI Polar。
  - ブレイク部分は、最後にV-Synth GTでシーケンス・フレーズを作って入れた音である。
  - 高音域のリフのフレーズはVirus KC Keyboardで作ってある。
6. Years Later feat. VERBAL(m-flo)
  - avex groupのホームページで使用されている楽曲の別アレンジ。
  - 曲調はユーロビート、トランス、ハウスなど、部分を取り出すとavexの歴史が感じられるようになっている。
  - VERBALは小室に「どうしたらいいですか？」と聞いたところ、「任せた！」と言われたため、トラックを聴いてインスパイアされたままラップを書いた。
  - 出だしのトランシーな音はGaiaとFantom-G6を混ぜて作ってある。
  - ピアノはJD-800にFantom-G6に内蔵のJD-800のピアノの音を混ぜて作られている。
  - ベースはVirus KC Keyboard。シンセ・メロだけになる箇所はVirus TI Polar。
7. Free My Mind feat. Mitsuhiro Hidaka(AAA) a.k.a. SKY-HI
  - もともとは小室のヴォコーダーのみのインストの予定だったが、日高がラップを乗せたいと希望したため、この形になった。
  - 小室が歌うボコーダーの部分の作詞はsyn recordsのニック・ウッドが担当。ニックは次作『DEBF3』でもプロデューサーとして大きく関わっている。
  - イントロのストリングスはOB-12で作ったシンセストリングスにLA Scoring Stringsを混ぜてある。
  - 8分の刻みのシーケンスフレーズはKarmaにオーバーハイムOB-8を混ぜている。
8. L.W.R feat. Misako Uno, Naoya Urata(AAA) & Wataru Yoshida(Purple Days)
  - ギターは小室の友人でもあるスティーヴィー・サラスが弾いている。
  - タイトルのL.W.RとはThe Long And Winding Roadの略で、小室がリスペクトしているビートルズの楽曲からきている。
  - 基本のシンセパッドとシンセフレーズは、Virus KC Keyboardで、SE系のフレーズは、Karma内のエフェクトを使用している。
  - ヒットの音色は、サラスのギターのサンプリングとV-Synth GTで作った音色に、ヤマハMotif XF6の販促用のUSBメモリー収録のヤマハEOSシリーズの音色"TK HIT"を混ぜてある。
9. Reality feat. Nipsey Hussle 
  - 原曲は「TKCOM」名義の『SUKIYAKI featuring NIPSEY & KCO』。
  - 2007年にレコーディング。そのトラックのニプシーのラップとクリックだけを残し、そこからFantom-G6でオケを作り直した。
  - イントロのリードはV-Synth G6。
10. Extreme
  - 当初アルバム楽曲のほとんどがInstrumentalの予定だったが、段々とラップや歌が入っていき、この曲だけがインストとして残った。
  - 曲の場面場面でシンセの音色が入れ替わる。BPMは140。
  - 麻布にある小室専用スタジオのシンセ全てを使って作られた。
  - イントロのシンセフレーズはVirus KC Keyboard、それに合わせてNord Lead 2Xが混ざっていく。
  - ベースはVirus Readbackで、シンセパッドはFantom-G6とV-Synth GT。
  - 後半のピアノはJD-800で、それにさらにVirus KC KeyboardとNord Lead 2Xが絡んでいく。
  - ループには、多くのVSTプラグイン・エフェクトで、細かいエディットが施してある。
11. Carry On
  - プリプロの段階で小室が麻布のスタジオでピアノを歌いながら弾いて作った曲である。
  - "carry on〜~"や"movin' on~"という言葉で小室がガイドボーカルを歌って、その部分からイメージして小室みつ子が作詞をした。
  - 小室のコーラスは何重にも重ねられており、メインボーカルと合わせて16トラック程重ねた箇所がある。
12. Ayrton feat. Naoya Urata(AAA)
  - タイトルのAyrtonとはF1レーサーのアイルトン・セナの事である。
  - 2007年にスティーヴィー・サラスなどと一緒に作っていた曲で、それを本作のために作りなおした。
  - 出だしや中盤のシンセパッドはNord Lead、OB-12を混ぜた音で、ベル系はNord Wave。
  - 全編で聞けるシンセフレーズはVirus KC Keyboardで、小室がフィルターを操作しながらライブ録音をした。
  - 途中から登場するシンセパッドの音色はKEIKOの声をV-Synth GTに入れてエディットして作られている。
  - 今回のアルバムで一番VSTプラグイン・エフェクトでエディットされている。このために、とてつもない数のプラグインを集めた。
13. THX A LOT (Album Version) / a-nation's party
  - 小室がa-nationのテーマソングとして作曲した楽曲で、小室みつ子が作詞を手がけている。
  - 参加アーティストはYU-KI（TRF）、浜崎あゆみ、大塚愛、持田香織（Every Little Thing）、hitomi、伴都美子（Do As Infinity）、AAA、倖田來未、千紗（GIRL NEXT DOOR）、鈴木亜美、ICONIQ。
  - オリジナルは南俊介がアレンジしていたが、今回は小室がアレンジを手掛けた。
  - イントロのシンセの音はVirus KC Keyboardから作ってある。
  - 基本のパッドはNord Leadで、そのほかの音色は、アヴィッドのXpand2などで、シンプルに鳴らしている。
  - 間奏のキーボードソロは、V-Synth GTで、エンディングのキーボードソロはOB・12で小室がライブレコーディングしたものである。

### mu-moショップ販売 特典CD
Far Eastern Resort
- mu-moショップでの購入者を対象に数量限定で配布された先着購入特典CD。収録曲は九州でのピアノコンサートを企画したイベント会社「アプローズ・ケイ」のホームページのBGMで使用された楽曲で、ホームページで使用された当時の曲名は『In The Air Tonight』であった。本収録に際して改名されているもののアレンジ等の変更はなく内容的には同一である。

## 使用機材
※ソフトシンセ、VSTプラグインは省略
Roland
- V-Synth GT
- XP-80
- Fantom-G6
- Gaia
- JD-800

Oberheim Electronics
- OB・8
- OB・12

Access
- VIRUS KC Keyboad
- VIRUS Indigo 2 Redback
- VIRUS Tl Polaoland JD-800

Clavia
- Nord Lead 2X
- Nord Wave

KORG
- Karma

## クレジット
- Produced : 小室哲哉
- Guitars : 長崎兆志(#4), Stevie Salas(#8), 松尾和博(#13)
- Synthesizer Programming : 岩佐俊秀
- Sound Direction : 久保こーじ
- Mixed : Dave Pensado(#1,2,3,5,6,8,9)、Dave Way(#4,7,11,13)、Jan Fairchild(#10,12)
- Recorded : 岩佐俊秀, 遠山勉
- Mastered : 前田康二
- A&R : 佐々木淳
- Photography, Art Direction : むとうまさし
- Design : Steve
- General Producers : 飯田久彦, 樋口慎太郎, まえだるい, 伊東宏晃, 阿久津明, 遠藤日出樹, 新崎英美
- Executive Supervisor : 千葉龍平, 林真司, 竹内成和
- Executive Producer : 松浦勝人